# Petelea
Petelea (Petele en hongrois, Birk en allemand) est une commune roumaine du județ de Mureș, dans la région historique de Transylvanie et dans la région de développement du Centre.

## Géographie
La commune de Petelea est située dans le nord du județ, sur la rive gauche du Mureș, à 6 km au sud de Reghin et à 25 km au nord-est de Târgu Mureș, le chef-lieu du județ.
La municipalité est composée des deux villages suivants (population en 2002) :
- Habic (325) ;
- Petelea (2 455), siège de la municipalité.

## Histoire
La première mention écrite du village date de 1332 sous le nom de Pytula ou Pycula dans un registre religieux. Le village a été fondé par des colons saxons.
La commune de Petelea a appartenu au royaume de Hongrie, puis à l'empire d'Autriche et à l'Empire austro-hongrois.
En 1876, lors de la réorganisation administrative de la Transylvanie, elle a été rattachée au comitat de Maros-Torda.
La commune de Petelea a rejoint la Roumanie en 1920, au traité de Trianon, lors de la désagrégation de l'Autriche-Hongrie. Après le deuxième arbitrage de Vienne, elle a été occupée par la Hongrie de 1940 à 1944, période durant laquelle sa petite communauté juive fut exterminée par les nazis. Elle est redevenue roumaine en 1945.

## Politique
| Période | Période  | Identité              | Étiquette     | Qualité |
| ------- | -------- | --------------------- | ------------- | ------- |
| 2008    | En cours | Soriu-Pompei Pădurean | PRM, puis PNL |         |

| Parti | Parti                                                 | Sièges |
| ----- | ----------------------------------------------------- | ------ |
|       | Parti national libéral (PNL)                          | 7      |
|       | Parti social-démocrate (PSD)                          | 4      |
|       | Parti Mouvement populaire                             | 1      |
|       | Union nationale pour le progrès de la Roumanie (UNPR) | 1      |

## Religions
En 2002, la composition religieuse de la commune était la suivante :
- Chrétiens orthodoxes, 87,01 % ;
- Catholiques grecs, 4,53 % ;
- Réformés, 2,41 % ;
- Pentecôtistes, 2,30 % ;
- Catholiques romains, 1,79 %.

## Démographie
La commune, qui comptait encore 927 personnes d'origine allemande en 1941 n'en comptait plus que 104 en 1956, après la Seconde Guerre mondiale.
En 1910, la commune comptait 1 182 Roumains (44,12 %), 104 Hongrois (3,88 %), 1 135 Allemands (42,37 %) et 258 Tsiganes (9,63 %).
En 1930, on recensait 1 216 Roumains (46,99 %), 110 Hongrois (4,25 %), 965 Allemands (37,29 %), 15 Juifs (0,58 %) et 281 Tsiganes (10,86 %).
En 2002, 1 680 Roumains (60,43 %) côtoient 119 Hongrois (4,28 %), 36 Allemands (1,29 %) et 944 Tsiganes (33,95 %). On comptait à cette date 1 098 ménages et 1 002 logements.
| 1850  | 1880  | 1900  | 1910  | 1930  | 1956  | 1977  | 1992  | 2002  |
| ----- | ----- | ----- | ----- | ----- | ----- | ----- | ----- | ----- |
| 2 337 | 2 081 | 2 503 | 2 679 | 2 588 | 2 612 | 2 824 | 2 765 | 2 780 |

| 2007  | - | - | - | - | - | - | - | - |
| ----- | - | - | - | - | - | - | - | - |
| 2 924 | - | - | - | - | - | - | - | - |

## Économie
L'économie de la commune repose sur l'agriculture et l'élevage.

## Communications

### Routes
Petelea se trouve sur la route nationale DN15 qui relie Târgu Mureș avec Reghin et le județ de Harghita.

### Voies ferrées
La commune est desservie par la ligne de chemin de fer Deda-Războieni qui dessert également Târgu Mureș et Reghin.

## Lieux et monuments
- Petelea, église orthodoxe en bois St Jean (Sf. Ioan) de 1761[7].
- Petelea, église orthodoxe de 1830.
- Petelea, église réformée de 1860.